# Kundupplevd nytta
Kundupplevd nytta beskriver den nytta som en kund upplever av en viss produkt eller tjänst. Ju högre upplevd nytta, desto mer är kunden i regel villig att betala.